# Florian Wörner
Florian Wörner (ur. 5 lutego 1970 w Garmisch-Partenkirchen) – niemiecki duchowny rzymskokatolicki, biskup pomocniczy Augsburga od 2012.

## Życiorys
Święcenia kapłańskie otrzymał 4 maja 1997 i został inkardynowany do diecezji augsburskiej. Pracował głównie jako duszpasterz parafialny, był jednocześnie m.in. asystentem organizacji Jugend 2000 oraz diecezjalnym duszpasterzeduszpasterzem młodzieży.
5 czerwca 2012 papież Benedykt XVI mianował go biskupem pomocniczym diecezji augsburskiej, ze stolicą tytularną Hierpiniana. Sakry biskupiej udzielił mu 28 lipca 2012 biskup Augsburga Konrad Zdarsa. 